# 楚格语
楚格语是西卡门县一种舍朱奔语支语言。与利西语关系密切。
楚格语几乎只分布在楚格村(1971年人口483)，距离Dirang几英里(Blench & Post 2011:3)。
楚格语还分布在杜洪比村 Duhumbi。虽然楚格语和舍朱奔语关系密切，但其使用者被划为门巴族。
据Lieberherr & Bodt (2017)，楚格语分布在3个主要村庄，有600人使用。